# Jan Hynek (rotmistrz)
Jan Hynek herbu Topór (ur. ok. 1455 – zm. po 1516) – rycerz nadworny, rotmistrz jazdy obrony potocznej, podkomorzy łęczycki.

## Życiorys
Urodził się w polskiej rodzinie szlacheckiej Hynków herbu Topór, wywodzącej się z Unienia w powiecie łęczyckim. Był synem Marcina podsędka łęczyckiego i rotmistrza chorągwi jazdy (1477).
Jan studiował w Akademii Krakowskiej (1475). W latach 1474–1501 był rycerzem nadwornym króla Jana Olbrachta. Wziął udział w wyprawie czarnomorskiej, podczas wojny polsko-tureckiej. Około 1497 został mianowany podkomorzym łęczyckim. W 1501 przez pół roku jako rotmistrz dowodził 200 konną chorągwią jazdy obrony potocznej. Następnie powrócił do służby wśród żołnierzy nadwornych. Towarzyszył Aleksandrowi Jagiellończykowi w czasie pobytu króla na Litwie. W 1503 podróżował z Wilna do Połocka w sprawie wypłaty żołdu dla żołnierzy zaciężnych. 22 lutego 1506 sygnował przywilej królewski dla rajców Lwowa. 24 i 25 lipca wchodził w skład komisji, która spisała kosztowności i dobra umierającego króla. W 1508 wziął udział w wyprawie przeciw Moskwie, w roku następnym przeciw Mołdawii, walczył w zwycięskiej bitwie pod Chocimiem.
Zmarł po 1516, pozostawił czterech synów: Stanisława, Zygmunta, Bartłomieja i Piotra podkomorzego kamienieckiego, żołnierza nadwornego i rotmistrza obrony potocznej.